# Tesla Eminent

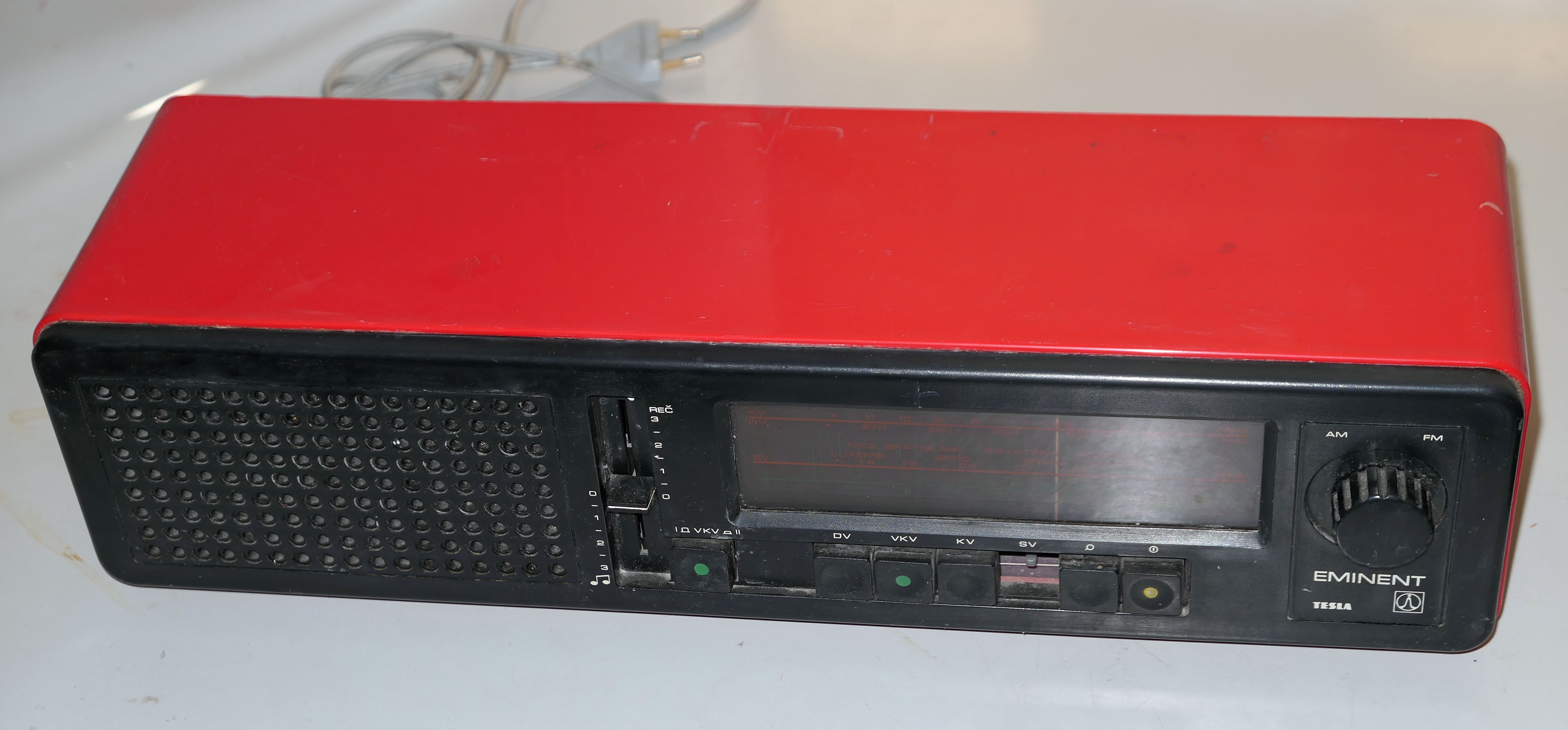
Tesla Eminent

Tesla Eminent je radiopřijímač vyráběný národním podnikem Tesla Bratislava v letech 1979–1982. Je určen k příjmu v AM pásmech (krátké, střední a dlouhé vlny) i VKV/FM pásmech (65–73,5 a 88–108 MHz).

## Ovládání
Rádio se zapíná pomocí tlačítka dole vpravo. Typ VKV pásma lze měnit pomocí tlačítka dole vlevo. Když je tlačítko zmáčknuté, je nastavený nový typ VKV. Ostatními tlačítky lze měnit pásma. Hlasitost a zároveň tónová clona se ovládá pomocí posuvníku uprostřed. Směrem dolů jsou basy, směrem nahoru jsou výšky. Rádio se ladí pomocí kolečka vpravo. Pro příjem VKV je doporučeno připojit kousek drátu do dírky zezadu přijímače vpravo. Krátkovlnnou anténu je doporučeno připojit vlevo. Do otvoru na zadní stěně úplně vlevo lze připojit reproduktor. Do otvoru na zadní stěně vpravo od reproduktoru lze připojit vlastní vstup/výstup (například pro magnetofon). Vstup lze zapnout pomocí tlačítka vlevo od zapínacího.